# Кудурмабуг
Кудурмабуг је био владар Елама, државе у древној Месопотамији и отац двојице краљева Ларсе.

## Владавина
Кудурмабуг је формирао савез против државе Ларсе у кога су улазили Елам, Вавилон и Исин. Краљ Ларсе, Цили-Адад је побегао, а Кудурмабуг на престо поставља своје синове - Варад-Сина и Рим-Сина. Рим-Син ће постати један од најзначајнијих владара државе Ларса.